# Castellaccio
Castellaccio è una piccola frazione del territorio comunale di Livorno, sita nel cuore delle Colline livornesi (alla sommità del Monte Nero), a breve distanza dall'abitato di Montenero e dal celebre santuario mariano.

## Storia
La storia della frazione è legata al cosiddetto Castello delle Formiche, o Castel d'Oreto, una fortificazione costruita, secondo lo storico Pietro Vigo, dalla Repubblica di Pisa sul finire del Duecento. Il complesso, oggi scomparso, è ancora menzionato in alcune carte risalenti al 1571; nel XVIII secolo ne sono attestati alcuni resti, riconoscibili fino al 1864.
Nella zona insisteva anche una villa, che sul finire del Settecento apparteneva alla famiglia Paolini; in seguito parte della proprietà passò ai Gower e nel 1900 la villa ed il parco furono ceduti a Rosolino Orlando, che diede all'edificio la forma attuale, mentre nel parco furono erette una torre in stile neomedioevale ed una cappella. Successivamente, l'edificio, noto come Villa Gower, Villa Pavolini o ancora come Castel d'Oreto, ospitò una casa di cura, mentre oggi è suddiviso in diversi appartamenti. Il parco della villa fu seriamente danneggiato nell'estate del 1990 a causa di un vasto incendio che interessò buona parte delle Colline livornesi.
Negli anni trenta del XX secolo le strade del Castellaccio furono teatro di numerose competizioni automobilistiche, grazie all'istituzione del Circuito di Montenero, sul quale si disputò anche un Gran Premio d'Italia.